# 서스피션 (1995년 영화)
《서스피션》(영어: Above Suspicion)은 미국에서 제작된 스티븐 섁터 감독의 1995년 스릴러 드라마 텔레비전 영화이다. 1995년 5월 21일 HBO에서 처음 방영되었다. 크리스토퍼 리브 등이 출연하였고, 윌리엄 하트 등이 제작에 참여하였다.

## 출연진
- 크리스토퍼 리브 - 뎀프시 케인 역
- 조 만테이니아 - 앨런 라인하트 역
- 킴 커트랠 - 게일 케인 역
- 에드워드 커 - 닉 케인 역
- 제프리 리바스
- 피놀라 휴스
- 윌리엄 H. 메이시
- 론 캐나다
- 너탈리아 노굴리치
- 클라크 그레그
- 블레이크 포스터

## 기타 제작진
- 공동 제작: 제리 래저러스
- 라인 제작: 토니 아머툴로
- 미술: 리처드 셔먼
- 의상: 베티 페차 매든